# Hirejeni, Hosanagara
Hirejeni là một làng thuộc tehsil Hosanagara, huyện Shimoga, bang Karnataka, Ấn Độ.